# Забайківська вулиця
Заба́йківська ву́лиця — вулиця в Голосіївському районі міста Києва, місцевість Забайків'я. Пролягає від Байкової до вулиці Володимира Брожка.
Прилучаються вулиці Почаївська, Кочубеївська, провулки Богунський, Рататюків, Почаївський та Кочубеївський.

## Історія
Вулиця виникла наприкінці XIX століття, мала назву Овражна. Близько 1913 року отримала іншу назву — Романівська. У 1926 році набула назву вулиця Профінтерну, на честь Червоного Інтернаціоналу профспілок, що діяв у 1921–1937 роках (назву підтверджено 1944 року).
Сучасна назва на честь місцевості Забайків'я — з 2017 року.
На вулиці значною мірою збереглася забудова 1-ї половини XX століття.

## Перейменування
У лютому 2015 року комісія з питань найменувань при Київському міському голові не підтримала повернення вулиці історичної назви Романівська, а у січні 2016 року рекомендувала надати вулиці назву Забайківська, що походить від назви історичної місцевості.